# Cegielnia (Przasnysz)
Pour les articles homonymes, voir Cegielnia.
Cegielnia (prononciation : [t͡sɛˈɡʲɛlɲa]) est un village polonais de la gmina de Przasnysz dans le powiat de Przasnysz de la voïvodie de Mazovie dans le centre-est de la Pologne.
Il se situe à environ 7 kilomètres au sud-est de Przasnysz (siège de la powiat et de la gmina) et à 93 kilomètres au nord de Varsovie (capitale de la Pologne).
Le village compte approximativement une population de 50 habitants en 2006.

## Histoire
De 1975 à 1998, le village appartenait administrativement à la voïvodie d'Ostrołęka.